# Pseudophacidium ledi
Pseudophacidium ledi är en svampart som först beskrevs av Alb. & Schwein., och fick sitt nu gällande namn av Petter Adolf Karsten 1885. Pseudophacidium ledi ingår i släktet Pseudophacidium och familjen Ascodichaenaceae.  Arten är reproducerande i Sverige. Inga underarter finns listade i Catalogue of Life.